# Ong-Bak 2
Ong-Bak 2 (en tailandés: องค์บาก 2), es una película de artes marciales dirigida y protagonizada por Tony Jaa. Este largometraje se realizó en Tailandia desde octubre de 2006, y hubiese sido estrenada durante los primeros meses de 2008 si no hubiese estado parada durante por lo menos dos meses consecutivos durante el mismo año 2008. Ocurrido esto por varios problemas relacionados con el entorno del mismo director y protagonista de este film Tony Jaa. Se estrenó en 2009. Como novedad, la película incorpora el Thai dance. Antes de su estreno oficial en 2009, desde fines de 2007 circulan versiones pirata de la cinta.
Ong bak 2 es junto con Ong Bak 3 una precuela de la famosa Ong-Bak: El guerrero Muay Thai, es producida por Prachya Pinkaew y la dirección es compartida con Tony Jaa y Panna Rittikrai.

## Personajes
- Tony Jaa como Tien.
- Petchtai Wongkamlao como Mhen.
- Primrata Dej-Udom como Pim.
- Santisuk Promsiri como señor Sidahecho.
- Saranyu Wongkrajang como señor Rajasena.
- Sorapong Chatree como Chernung.
- Nirut Sirijunya como Maestro Bua.
- Pattama Panthong como Lady Plai.
- Dan Chupong como el cuervo/Bhuti Sangkha.
- Natdanai Kongthong como Tien Niño.
- Supakorn Kitsuwon como el guerrero de la armadura de oro.